# GFW Tag Team Championship
El GFW Tag Team Championship (Campeonato en Parejas de GFW, en español) fue un campeonato en parejas de lucha libre profesional creado y utilizado por la compañía estadounidense Impact Wrestling. El campeonato se creó el 23 de octubre de 2015, a partir de la creación de la compañía Global Force Wrestling por parte del fundador de la también compañía americana Impact Wrestling (antes conocida como Total Nonstop Action Wrestling) Jeff Jarrett.
Los últimos campeones fueron The Latin American Xchange, quienes ostentaron los títulos cuando estos fueron unificados con el Campeonato Mundial en Parejas de Impact.

## Historia
Debido a la creación de la Global Force Wrestling, se decidió establecer campeonatos para dicha compañía. El 20 de abril de 2017, la GFW cerró sus operaciones pero el campeonato pasó a manos de Impact Wrestling ya que, ambas compañías eran de Jeff Jarrett.
En Slammiversary XV, The Latin American Xchange (Ortiz y Santana) defendieron ambos títulos ante Team AAA (Drago y El Hijo de Fantasma), Team NOAH (Naomichi Marufuji y Taiji Ishimori) y Team The Crash (Laredo Kid y Garza Jr.) en un Four-way Match. Tras retener los títulos, estos fueron unificados.

## Campeones

### Lista de campeones
| Luchador                                             | N.º | Fecha                  | Días | Show o evento    | Notas                                                                                     |
| ---------------------------------------------------- | --- | ---------------------- | ---- | ---------------- | ----------------------------------------------------------------------------------------- |
| The Bollywood Boyz (Gurv Sihra (1) y Harv Sihra (1)) | 1   | 23 de octubre de 2015  | 406  | House Show       | Derrotaron a Reno SCUM para definir a los campeones inaugurales.                          |
| Vacante                                              | -   | 2 de diciembre de 2016 | -    |                  | Los títulos quedaron vacantes cuando The Bollywood Boyz dejaron la empresa para ir a WWE. |
| The Latin American Xchange (Ortiz (1) y Santana (1)) | 1   | 23 de abril de 2017    | 70   | Impact Wrestling | Derrotaron a Veterans of War (Mayweather y Wilcox) para definir a los nuevos campeones.   |
| Unificado                                            | -   | 2 de julio de 2017     | -    | Slammiversary XV | Con el Campeonato Mundial en Parejas de Impact.                                           |

## Total de días con el título
| N.º | Campeón                                       | Reinados | Total de días |
| --- | --------------------------------------------- | -------- | ------------- |
| 1   | The Bollywood Boyz (Gurv Sihra y Harv Sihra)  | 1        | 406           |
| 2   | The Latin American Xchange (Ortiz y Santana ) | 1        | 70            |